# Моутинью, Жоан (футболист, 1998)
Жоан Гервашиу Браганса Моутиньо (порт. João Gervásio Bragança Moutinho; род. 12 января 1998, Лиссабон) — португальский футболист, защитник клуба «Специя».

## Клубная карьера
Моутиньо — воспитанник лиссабонского «Спортинга». В 2017 году Жоан выступал за команду Университета Акрона в США. В 2018 году Моутиньо был выбран на драфте под первым номером клубом «Лос-Анджелес». В матче против «Сиэтл Саундерс» он дебютировал в MLS. 10 июня в поединке против «Сан-Хосе Эртквейкс» Жоан забил свой первый гол за «Лос-Анджелес». В начале 2019 года Моутиньо бы обменен в «Орландо Сити» на Мохамеда Мунира. 24 апреля в матче против «Нью-Йорк Ред Буллз» он дебютировал за новую команду. 1 августа 2020 года в поединке против своего бывшего клуба «Лос-Анджелес» Жоан забил свой первый гол за «Орландо Сити».
В декабре 2022 года Моутиньо подписал контракт на 3,5 года в итальянской «Специей». 4 января 2023 года в матче против «Аталанты» он дебютировал в итальянской Серии A.